# Kopeć
Kopeć – wieś w Polsce położona w województwie wielkopolskim, w powiecie ostrzeszowskim, w gminie Grabów nad Prosną. Liczy około 200 mieszkańców.
W latach 1975–1998 miejscowość administracyjnie należała do województwa kaliskiego.